# Bus Rapid Transit

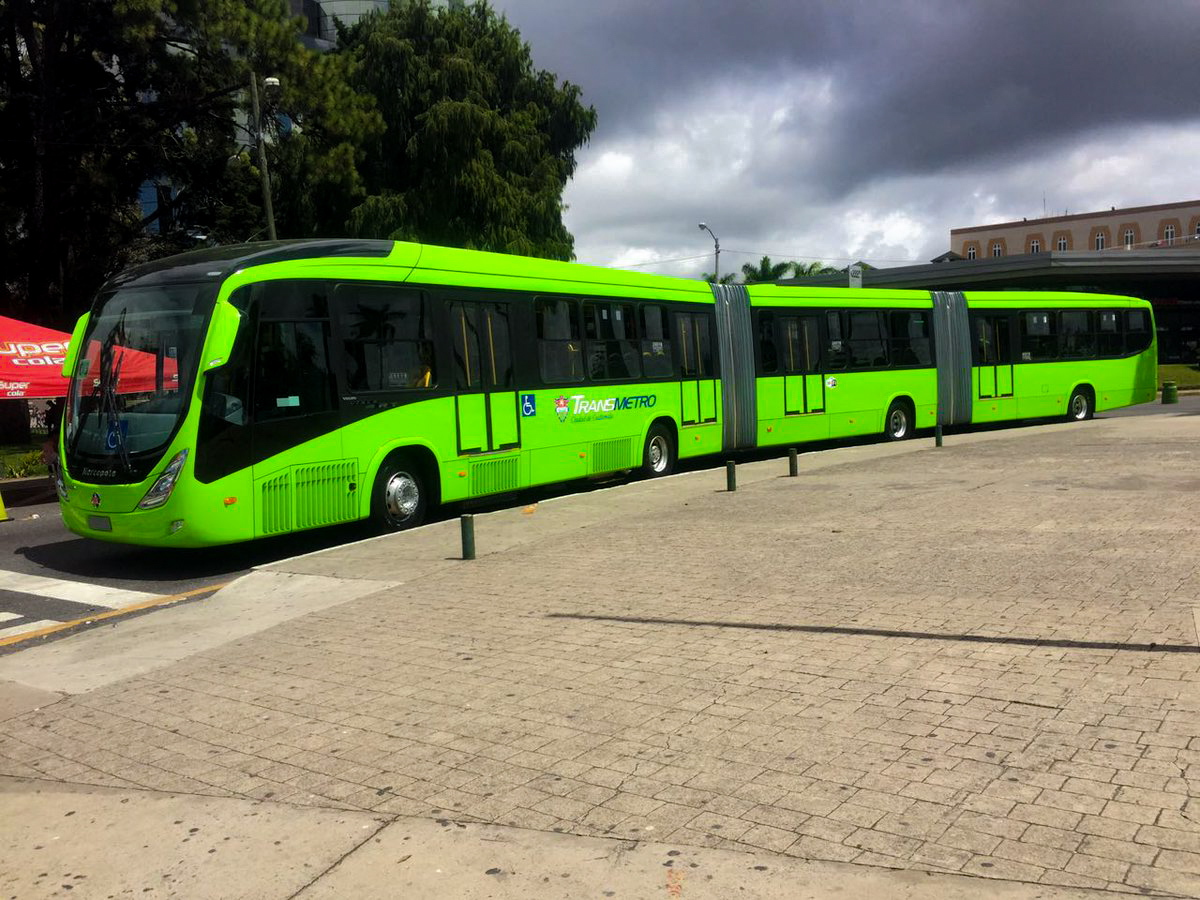
BRT in Città del Guatemala.

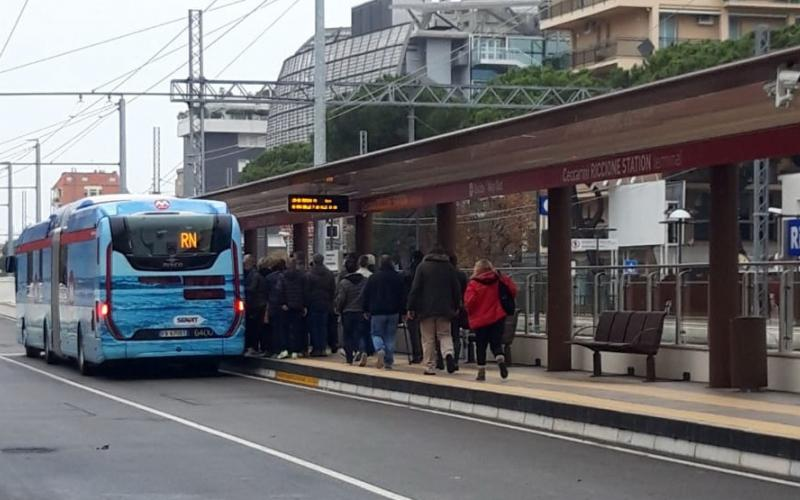
Metromare, tra Rimini e Riccione.

Si definisce Bus rapid transit (BRT) o autobus a transito rapido un sistema di trasporto di massa che utilizza la tecnologia degli autobus che viaggiano su corsie preferenziali apposite con lo scopo di aumentare la rapidità del trasporto su gomma tradizionale raggiungendo prestazioni assimilabili a quelle di una metropolitana classica.
Il termine è applicato a una grande varietà di sistemi di trasporto pubblici che usano autobus o autobus guidati (Phileas, O-Bahn, Bombardier GLT) per fornire un servizio più rapido rispetto al sistema di trasporto tradizionale su gomma. Spesso viene raggiunto migliorando le infrastrutture esistenti, veicoli e tabelle orarie. L'obiettivo di questi sistemi è di avvicinare la qualità del servizio ai sistemi a guida vincolata (su rotaia) ma mantenendo i costi minori dei sistemi basati su autobus. L'espressione BRT è principalmente utilizzata in Nord America; in Europa e Australia, in altri luoghi viene comunemente chiamata busway o anche quality bus.
In Italia i BRT sono presenti nelle città di Rimini e Riccione (Metromare, tracciato dedicato a tratta di 9,8km) e Catania (BRT-U, 6,5km). Sono in fase di realizzazione, con consegna nel 2026, le linee Brt elettriche di Bergamo-Dalmine-Verdellino (14,85km, 72% su corsia preferenziale), di Perugia (12,25km, 40% su corsia preferenziale), Taranto (71km, 50% su corsia preferenziale) e Bari.

## Etimologia
Il nome Bus rapid transit deriva parzialmente da rapid transit: un sistema di trasporto su binario ad alta capacità con un proprio percorso protetto e diritto di precedenza, essendo spesso su sede sopraelevata o in galleria, caratterizzato da alte frequenze e lunghi convogli. A causa della somiglianza del nome si tendono ad associare le qualità del rapid transit a quelle del Bus Rapid Transit. Il concetto di BRT comprende una varietà di servizi tra i quali quelli precedentemente conosciuti come express buses, limited busways e rapid busways e anche BHNS in Francia (Bus à Haut Niveau de Service). Le tipiche velocità di percorrenza dei sistemi BRT sono tra i 12 ed i 40 km/h, molto vicine a quelle dei sistemi di trasporto su ferro di superficie (tram).

## Caratteristiche principali
Questi sistemi possono avere una grande varietà di forme, dalle "busways", tratte poste su corsie preferenziali che garantiscono sempre il diritto di precedenza (per esempio il Transitway di Ottawa o l'MLK East Busway di Pittsburgh) ad autobus che utilizzano corsie preferenziali, corsie dedicate o corsie per veicoli ad alto tasso di occupazione (HOV lanes) su tratte autostradali come il CityExpress di Honolulu ad autobus che semplicemente prevedono un numero di fermate ridotto lungo tratte già esistenti.

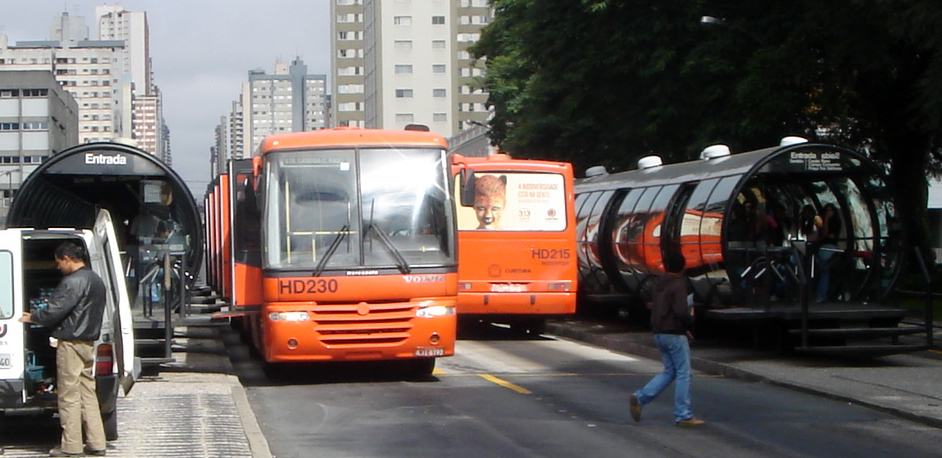
La Rede Integrada de Transporte di Curitiba è stato il primo sistema BRT nel mondo.

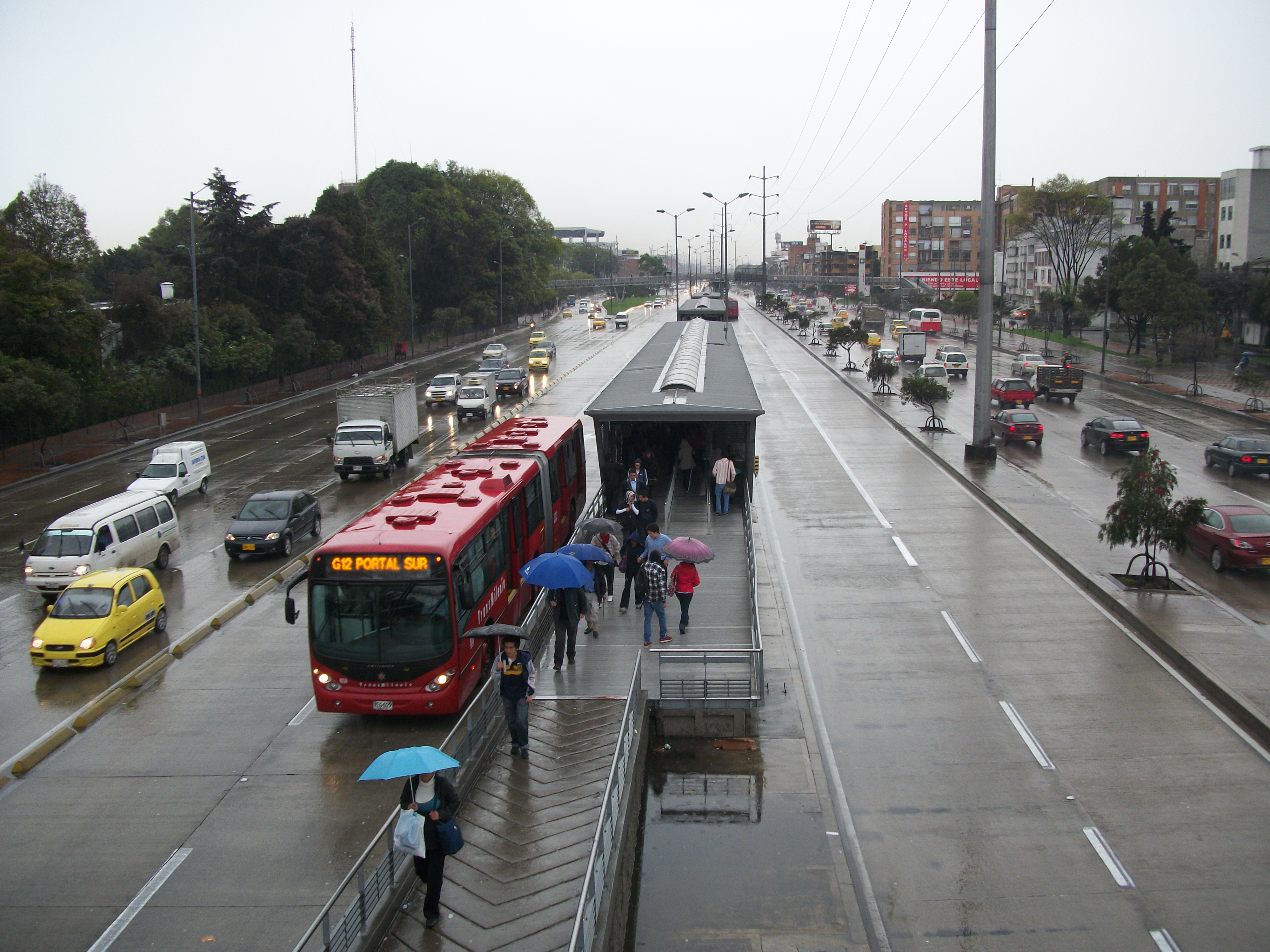
Una stazione del BRT di Bogotà, TransMilenio

Un sistema BRT ideale deve presentare le seguenti caratteristiche:
- Corsie riservate ai soli autobus: la caratteristica fondamentale del sistema BRT è di avere linee dedicate agli autobus che sono separate dal resto del traffico. Questo permette agli autobus di operare ad un alto livello di servizio essendo guidati solo da guidatori professionisti. Un beneficio marginale di questo sono i costi di costruzione minori per le corsie che possono essere più strette degli standard rimanendo comunque sicure non essendo aperte ai guidatori non professionisti.
  - Dovrebbe avere sempre diritto di precedenza. In alcuni rari casi questo diritto potrebbe essere ceduto al trasporto su ferro.
  - Si possono creare delle vie o degli isolati per soli autobus dedicando tutto lo spazio stradale di una via urbana all'uso esclusivo degli autobus.
  - Elementi infrastrutturali a basso costo possono aumentare la velocità e la frequenza del servizio: tra questi i sistemi di entrata e uscita dagli autobus, le fermate ad "isola", le modalità di disporre il bordo dei marciapiedi in corrispondenza delle fermate.
- Copertura estesa: oltre a utilizzare corsie protette, i sistemi di BRT possono anche avvantaggiarsi della presenza di un'estesa rete stradale progettata per il traffico privato, utilizzando alcune carreggiate e adottando dei sistemi di precedenza per autobus che ne moltiplicano l'efficienza e l'affidabilità rispetto a un tradizionale sistema di trasporto pubblico su gomma.
- Servire un mercato molto diversificato con un servizio ad alta frequenza sulle 24 ore: Una rete di BRT con una copertura estesa può servire un mercato molto diversificato (dai redditi più bassi a quelli più alti) spostando le persone con corse molto frequenti ed affidabili e al contempo riuscendo a garantire un alto livello di quella che gli economisti chiamano "customer experience", cioè l'esperienza del cliente/consumatore che contribuisce a determinare le sue scelte future. Come con qualsiasi sistema di trasporto, se uno qualunque di questi termini viene sottratto all'espressione, o non riesce a fornire un servizio migliore di altre modalità di spostamento, il sistema non sarà in grado di servire un mercato così diversificato o di offrire un servizio ad alta frequenza senza essere pesantemente sovvenzionato.
- Priorità: Trattamento preferenziale degli autobus agli incroci attraverso il prolungamento del verde o luce verde automatica all'arrivo dei mezzi. La priorità agli incroci può essere particolarmente utile nelle intersezioni tra corsie degli autobus e le normali strade.
- Veicoli con caratteristiche simili a tram: recenti migliorie tecnologiche come autosnodati e autobus guidati hanno contribuito a migliorare parecchio i sistemi di BRT. I miglioramenti riguardano:
  - il miglioramento della qualità del viaggio (autobus a guida automatica, che rendono la guida più fluida, oltre a richiedere una larghezza di carreggiata ridotta rispetto ai normali autobus),
  - aumento della capacità (autosnodati o autobus a due piani),
  - riduzione dei costi di esercizio (motori ibridi).
- Un'immagine specifica con un nome/marchio: (Viva, Max, TransMilenio...); conformazione tipica delle stazioni con decorazioni artistiche e biglietterie automatiche.
- Pagamento dei biglietti fuori bordo: il pagamento del biglietto a bordo rallenta la salita dei passeggeri, in particolare quando è prevista una gran varietà di tariffe per destinazioni diverse o classi di passeggeri. Un'alternativa consiste nel pagamento del biglietto all'entrata di una fermata chiusa prima dell'arrivo dell'autobus (simile al pagamento del biglietto all'entrata di una metropolitana). Questo sistema permette ai passeggeri di accedere all'autobus attraverso tutte le porte.
- Accesso a livello strada: molti sistemi BRT usano autobus a pianale ribassato (o fermate rialzate per autobus a pianale rialzato) per velocizzare l'accesso dei passeggeri e migliorare l'accessibilità.
- Stazioni: i sistemi BRT di alta qualità sono spesso caratterizzati da grossi investimenti nelle stazioni chiuse che prevedono attraenti porte a vetri scorrevoli, biglietterie e sportelli informazioni con la presenza di personale, oltre alle altre caratteristiche descritte sopra. Questa tipologia di stazione è più comune in America Latina, mentre la maggior parte dei sistemi del Nord America e dell'Europa prevede la presenza di più semplici piattaforme di sosta.

La popolarità del BRT può aumentare con l'utilizzo dei filobus, grazie alla loro capacità di inquinare meno e di fare meno rumore. L'aggravio di prezzo per l'installazione dei cavi può essere ripagato nel lungo periodo con i costi minori di mantenimento.

## Paragone con altre forme di trasporto pubblico
Scopo dei BRT è quello di combinare i vantaggi di un sistema su rotaia (con il diritto di precedenza che ne garantisce puntualità e frequenza) con quelli di un sistema di autobus (minori costi di costruzione e manutenzione, diritto di precedenza non sempre necessario, e ove richiesto, la possibilità di usufruire di servizi navetta complementari afferenti alla linea principale).
Confrontato con un tradizionale servizio di trasporto pubblico su gomma, il BRT garantisce:
- una velocità di circolazione media più alta, grazie all'utilizzo di corsie preferenziali
- una più elevata capacità di trasporto in termini di passeggeri/ora a parità di mezzi e personale impiegati
- un viaggio più confortevole derivato dall'assenza della necessità di continue frenate e accelerazioni

Per quanto riguarda il paragone con i servizi di trasporto pubblico su rotaia, il BRT garantisce nella pratica una capacità di trasporto tranquillamente comparabile a quella di una qualsiasi tranvia di superficie ad un costo decisamente più basso. Si va da una capacità di trasporto massima di 7500 passeggeri/ora nelle ore di punta per il BRT di Ankara ai 40000 di Bogotà, cifre del tutto simili a quelle di qualunque tranvia di superficie. Da notare che la capacità media di una corsia di tangenziale o autostrada si aggira sui 2000 veicoli/ora. Questo risultato è possibile grazie alla possibilità per gli autobus di viaggiare a cadenze molto elevate, fino a un mezzo ogni 10 sec., mentre su rotaia la frequenza massima è quella di un convoglio al minuto.
La rotaia garantisce un maggiore comfort di viaggio rispetto al BRT (oltre ad una maggiore capacità dei veicoli e quindi della linea) ed è in grado di attirare un numero di passeggeri più alto.
Da una ridefinizione del concetto di BRT, adattando questo approccio all'ambiente urbano e alla cultura del trasporto, e basandosi su iniziali esperienze locali, con relativi risultati, è stato coniato il termine di BHLS, un sistema è un sistema di trasporto pubblico con un forte grado di separazione dalla sede viaria, con prestazioni più elevate rispetto alle tradizionali linee di bus esercitate in sede promiscua.